# Les Monsieur Madame
Ne doit pas être confondu avec Madame Monsieur, Monsieur Madame ou Monsieur et Madame.
Les Monsieur Madame (The Mr. Men Show) est une série télévisée d'animation britanno-américaine créée d'après les personnages de Roger Hargreaves, diffusée entre le 4 février 2008 et le 19 octobre 2009 sur Five et en France depuis le 12 avril 2008 sur France 5 dans Zouzous et puis sur TiJi. Au Québec, elle était diffusée sur Vrak.

## Synopsis
Cette série est l'adaptation télévisuelle de la série de livres pour enfants Monsieur Madame.
Dans la ville de Joliville, une émission TV nommée "Bonjour Joliville" est animée par Madame Bonheur et Monsieur Heureux avec des invités spéciaux.

## Fiche technique
- D'après les personnages de Roger et Adam Hargreaves
- Histoire : Max Loubaresse
- Épisode réalisé par : Mark Risley / Darrell Van Citters (depuis "Radio/Super-marché" saison 2)
- Développé par : Kate Boutillier / Eryk Casemiro
- Écrit par : Tom Pugsley
- Storyboard par : Akis Dimitrakapoulos / Albert Jérémy
- Production :

| - Kate Boutilier - Eryk Casemiro - Diana Manson - Kurt Mueller - Ashley Postelwaite - Darrell Van Citters |                                                     |
| Producteur ————— éditeur                                                                                  | Karen Ialacci Peggy Regan —————— Michael D'Ambrosio |

- -     - Renegade Animation
    - Chorion
    - Pour Channel Five : Nick Wilson
    - Pour Cartoon Network : Alice Cahn
- Compositeur par musique thème : Jared Faber
- Atmosphère sonore : Somatone Interactive / Snipple Animation / Normaal "Standaard"
- Durée : 22 minutes (ensembles), 11 minutes (segments), 13 minutes
- Pays : Etats-Unis
- Premier épisode : 4 février 2008
- Épisode final : 19 octobre 2009

## Voix françaises
- Michel Elias : M. Chatouille / M. Têtu / M. Tatillon / M. Sale / M. Malchance
- Pierre-François Pistorio : M. Grincheux / M. Nerveux / M. Silence / M. Bruit / M. Costaud / M. Petit / M. Grand
- Thierry Kazazian : M. Tête-en-l'air / M. Heureux / M. Bing / M. Curieux / M. Endormi / M. Mal Élevé
- Fily Keita : Mme Bonheur / Mme Maladroite / Mme Terreur / Mme Catastrophe / Mme Canaille / Mme Bavarde / Mme Supersonique / Mme Pourquoi / Mme Calamité
- Nathalie Bienaimé (Saison 2): Mme Magie / Madame Autoritaire / Mme Risette
- Olivier Constantin (saison 1) Quelques chansons

## Personnages

### Les Monsieur
- M. Chatouille : Il est rond, de couleur orange, avec un petit chapeau bleu sur le côté. Il adore faire des chatouilles et à tout le monde, il possède des bras extensibles et est souvent de bonne humeur, il est là aussi pour remonter le moral, mais parfois ses guilis provoquent des catastrophes. Il est proche de Mr Malchance, Mr Grincheux et Mme Bavarde. Sa phrase fétiche est "Je crois bien que quelqu'un a besoin de guili, guili !"
- M. Sale : Il est en forme de gribouillis, il est de couleur rose, il possède des chaussures de couleur bleue. Il n'aime pas la propreté et adore manger, il est le voisin de Mr Tatillon, celui ci ne supportant pas le manque d'hygiène de ce dernier, vient souvent l'aider à faire le ménage, la lessive, etc. Mr sale collectionne les chaussettes sales et la nourriture. Sa phrase fétiche est "Génial !"
- M. Tatillon : Il est ovale, il est de couleur verte, il a des moustaches, des chaussures marron et un nœud papillon. C'est un perfectionniste distingué, cultivé et propre sur lui ; il ne supporte pas la moindre saleté, il est également hypocondriaque. Il a une personnalité assez sensible, quand il est découragé.
- M. Grand (Seulement dans l'épisode "Voyage" saison 2): Il est rond, il est de couleur bleue, il porte des chaussures de couleur marron, et il a un petit chapeau. On le reconnaît à ses longues jambes.
- M. Tête en l'air (anciennement M. Étourdi) : Il ressemble et a la forme d'une poire, il est de couleur rose-violet, il possède un petit chapeau bleu sur le côté. Il oublie souvent ce qu'il fait et ce qu'il doit faire, il lui arrive de confondre deux objets, comme par exemple un ticket de train et un parapluie dans l'épisode "Train et avions ", il a un côté efféminé[Quoi ?], mais également des pertes de mémoires.
- M. Grincheux : Il est de forme rectangulaire, de couleur bleue, avec un gros nez de couleur bleu foncé, il possède un chapeau vert. Il est souvent de mauvaise humeur et agacé, il est proche malgré lui de Mr Chatouille qui l'aime bien et surtout lui faire des chatouilles. Cependant derrière son mauvais caractère, Mr Grincheux a un bon fond, ses phrases fétiches sont "Nom d'un concombre kaki!" et "Pour l’amour des nouilles!"
- M. Nerveux (anciennement M. Peureux) : Il est ovale, de couleur violet, il possède des lunettes. Il est très peureux, il a peur des animaux, des insectes, etc. même un crayon de papier minuscule le terrifie, Mme Terreur profite souvent de l'occasion pour le surprendre. Mais aux delà de cela, Mr Nerveux a une personnalité très sympathique et sensible. Sa phrase fétiche est "Oh, non, non, non, non !"
- M. Bruit : Il est rond, de couleur rouge foncé, il possède de grosses chaussures marron. Il aime la musique, parler fort, il est très souvent muni de son haut parleur et faire du tapage, il est le voisin de Mr Silence qui a parfois du mal à le supporter. Mr Bruit est de nature assez solitaire, il est également impulsif et s'énerve facilement. Sa phrase fétiche c'est "Super !"
- M. Silence : Il ressemble à un œuf, il est ovale, de couleur bleu clair et il a de petits yeux. Il est gentil, timide et discret; il est le voisin de Mr Bruit, ce qui n'est pas facile au quotidien pour lui. Mr Silence a une petite voix et il a bien souvent du mal à se faire entendre et comprendre par les autres, il aime bien la nature, le calme et les animaux.
- M. Costaud : Il est d'une forme triangulaire, il est de couleur rouge et possède une ceinture marron clair autour de la taille. C'est une vraie force de la nature, il est aussi très serviable, gentil, aimable et charmant, il aime rendre service, en cas de besoin ou réparation il est toujours présent. Il arrive que Mr Costaud ne se rende pas compte de sa force et provoque des incidents. Sa phrase fétiche est "Oh et zut !"
- M. Têtu : Il est ovale et de couleur rose-violet. C'est un personnage très nerveux, il ne sourit que très rarement, il ne supporte pas qu'on le conteste, il pense avoir toujours raison et sur tout, il est très rare de le faire changer d'avis, surtout lors ce qu'il campe sur ses positions; il est souvent de mauvaises humeurs et il est insupportable. Mr Têtu aime prendre les décisions, il déteste être contrarié. Sa phrase fétiche est "Ce/Cette/Ces/////// est/sont nul(le(s)!"
- M. Malchance : Il est rond, de couleur bleue, il possède des bandages sur sa tête et son corps. Il lui arrive toutes sortes de catastrophes, il est proche de Mr Chatouille et de Mme Maladroite (Mme Malchance). Mr Malchance a un petit faible pour Mme Bonheur, il est serviable, sensible et il est aussi intelligent, c'est un très bon ami et un bon camarade. Sa phrase fétiche est "Super, super!"
- M. Mal-élevé : Il est d'une forme triangulaire aux bord arrondis, de couleur rouge-orange, il possède un gros nez de couleur brun-bordeaux et trois mèches de cheveux. Il n'aime pas les bonnes manières et s'en fiche complètement, il est insupportable, il est souvent de mauvaise humeur; Mr Tatillon, ne supportant pas les mauvaises manières de ce gros dégoûtant, est souvent obligé de le remettre en place. Sa phrase fétiche est "Je vais vous en donner moi des/du/de la//////////////!" accompagné d’un pet.
- M. Heureux : Il est rond et de couleur jaune. Il est tout le temps de bonne humeur, il sourit facilement, même dans les moments les plus compliqués, il est proche de Mme Bonheur dont il semble avoir un petit faible, ils sont souvent représentés ensemble. Mr Heureux est un personnage charmant et joyeux, il possède une bonne pointe d'humour, sa phrase fétiche est "C'est merveilleux!"
- M. Bing : Il est rond, de couleur jaune, il possède son petit chapeau rose-violet sur le côté. Il a la particularité de rebondir sans cesse, dans toutes occasions. À remarquer qu'il ressemble physiquement à Mr chatouille, mais il est un peu plus petit en taille; et il peut arriver qu'on le confonde également avec Mr Heureux. Mr Bing est proche de Mme Maladroite dont il semble avoir un petit faible, il a une personnalité très joyeuse, ouverte et serviable.
- M. Petit : Il est en forme d'œuf, il est de couleur orange, il possède son grand chapeau noir. C'est le meilleur ami de Monsieur Curieux, qu'il appelle parfois juste "Curieux". Sa phrase fétiche est "Mes respect chers amis"
- M. Curieux : Il ressemble à une poire, il est de couleur vert, avec sa chevelure de Charlie Brown et son nez orange. C'est le meilleur ami de Monsieur Petit.
- M. Endormi : Il est en forme humaine, il est de couleur vert, il possède le nez vert foncé, et une casquette rose qui lui couvre les yeux. Sa phrase fétiche est "Whoa !"
- M. Rigolo (saison 2) : Il est à la même forme que Monsieur Têtu. Il est muet.

### Les Madame
- Mme. Autoritaire Saison 2 (rarement mentionnée)
- Mme. Catastrophe : Sa phrase fétiche est "J'essaie juste d'être serviable."
- Mme. Malchance (Saison 1) / Mme. Maladroite (Saison 2) : Elle est ronde, de couleur bleue, elle possède des lunettes. Elle provoque souvent des incidents et des catastrophes. Elle est proche de Mr Malchance, elle est aussi proche de Mr Bing dont elle semble avoir un petit faible. Mme Maladroite est de nature souvent enjouée, positive, voir trop. Ses phrases fétiches sont "Oups!"et"J'ai suivi une formation professionnelle"
- Mme. Terreur : Elle est ronde, elle est de couleur rouge aux cheveux épineux, avec le nez jaune. Elle adore faire peur aux gens avec ses trucs de farce et attrape.
- Mme. Magie: Elle a la même forme que Monsieur Têtu (mais en orange-jaune), un chapeau de magicien, une baguette magique et des tâches de rousseurs. Elle n’arrive pas à contrôler sa magie. Sa phrase fétiche est "Parfois, ma magie arrive à me surprendre moi même".
- Mme. Bavarde : Elle est carrément triangulaire et arrondi, elle est de couleur rose, et a des cheveux blonds. Elle adore papoter de tout et de rien.
- Mme. Canaille : Elle ressemble à un œuf, elle est ovale, de couleur violette, elle a les cheveux de couleur rose et un nœud de papillon vert sur la tête. Son passe temps favori est de faire des blagues, souvent douteuses, à ses amis, surtout à Mr Nerveux et aussi Mr Malchance dont elle semble avoir un petit faible, (d'ailleurs cela est pratiquement confirmé à la fin de l'épisode "Danse" de la saison 1). Sa phrase fétiche est "Parfois, je ne peux pas m'en empêcher! C'est plus fort que moi!"
- Mme. Pourquoi (Seulement dans l'épisode "Arbres" saison 2) : Elle est en forme de carré, son nœud ressemble à celui de Madame Malchance (en revanche, il est bleu)
- Mme. Bonheur : Elle est ronde, de couleur jaune, elle a des tâches de rousseurs, elle a les cheveux blonds, elle a deux nattes avec des nœud papillons de couleur rose. Elle est toujours de bonne humeur, elle est proche de Mr Heureux dont elle semble avoir un petit faible, on les voit souvent ensemble. Mme Bonheur apprécie beaucoup Mr Chatouille, elle est naturellement gentille, mignonne et attachante. Sa phrase fétiche est "J'adore, j'adore, j'adore, j'adore!"
- Mme. Supersonique : Elle est de couleur jaune avec un casque blanc de drapeau royaume uni et des bottes à réaction. Elle adore aller sur la lune et dans l’espace, ainsi que les sports extrêmes.
- Mme. Calamité (Saison 1) : Sa phrase fétiche est "Quelle calamité!"
- Mme. Risette (Saison 2) : Elle est de couleur bleue avec des cheveux rouges. Elle a le fou rire. Elle est souvent dans un poste de secours et sa phrase fétiche est "Les secours de Jolieville; que puis-je faire pour votre service ?".

## Épisodes

### Première saison (2008)
1. Sport (Physical)
2. Bobos (Boo-Boos)
3. À la ferme (Farm)
4. Science (Science)
5. Films (Movies)
6. Lac (Lake)
7. Livres (Books)
8. Plage (Beach)
9. Bateaux (Boats)
10. Centre commercial (Mall)
11. Voler (Flying)
12. Passe-temps (Hobbies)
13. Danse (Dance)
14. Inventions (Inventions)
15. Parc d'attractions (Amusement Park)
16. Foire (Fair)
17. Camping (Camping)
18. Trains (Trains)
19. Peinture (Paint)
20. Poissons (Fish)
21. Aventure (Adventure)
22. Construction (Construction)
23. Neige (Snow)
24. Boîtes de conserve (Canned Goods)
25. Travail (Jobs)
26. Jardins (Gardens)
27. Collectionner (Collecting)
28. Corvées (Chores)
29. Restaurants (Restaurants)
30. Musique (Music)
31. Pleine Lune (Full Moon)
32. Nuit (Night)
33. Nourriture (Food)
34. Insectes (Bugs)
35. Cuisiner (Cooking)
36. Jour de pluie (Rainy Day)
37. Canicule (Heatwave)
38. Sommeil (Sleep)
39. Pelouse (Yard Work)
40. La parade (Parade)
41. Jeux (Games)
42. Supermarché (Superstore)
43. Hôtel (Hotel)
44. Anniversaire (Birthday)
45. Station de lavage (Car Wash)
46. Vie sauvage (Wildlife)
47. La Fête de Jolieville (Dillydale Day)
48. Voitures (Cars)
49. Tourisme (Sightseeing)
50. Obscurité (The Dark)
51. Cirque (Circus)
52. Navires (Ships)

### Deuxième saison (2009)
1. Pique nique (Picnics)
2. Leçon de conduite (Driving)
3. Dans l'Espace (Outher Space)
4. Dent propres (Clean Teeth)
5. Aéroport (Airport)
6. Jeu télé (TV Games)
7. Garages (Garages)
8. Art et Artisanat (Arts and Crafts)
9. Chaussures (Shoes)
10. Lunettes (Eyeglasses)
11. Jouets (Toys)
12. Reptiles (Reptiles)
13. Chapeaux (Hats)
14. Robot (Robot)
15. Haut et bas (Up and Down)
16. Fêtes (Parties)
17. Diner dehors (Dining Out)
18. Cadeaux (Gifts)
19. Soleil et Lune (Sun and Moon)
20. Téléphones (Telephone)
21. Bords de mer (Seashores)
22. Lavage et Séchage (Washing and drying)
23. Eternuement et Hoquets (Sneeze and Hiccups)
24. Gratte ciel (Skyscraper)
25. Fruits (Fruits)
26. Radio (Radios)
27. Super marché (Supermarket)
28. Cinéma (Cinéma)
29. Bureau de poste (Poste office)
30. Se déplacer (Getting Around)
31. Horloges (Clocks)
32. Animaux de compagnie (Pets)
33. Danse, Danse, Danse (Dance, Dance, Dance)
34. Arbres (Trees)
35. Bibliothèque (Library)
36. Pirates (Pirates)
37. Gluant (Goo)
38. Train et Avions (Trains and Planes)
39. Pleine mer (Out to Sea)
40. Voisin d'à côté (Next Door)
41. Déjeuner (Lunch)
42. Machines (Machines)
43. Fées et Lutins (Fairies and Gnomes)
44. Oiseaux (Birds)
45. Parc (Park)
46. Surprise (Surprises)
47. Bains et Bulles (Bath and Bubbles)
48. Sable et Surf (Sand and Surf)
49. Voyages (Travel)
50. Mauvais temps (Bad Weather)
51. Indésirables (Pests)
52. Amélioration maison (Home Improvement)